# オズワルドのニューラジオ0(ZERO)
『オズワルドのニューラジオ0(ZERO)』とはYouTube内で放送されるラジオ番組である。

## 概要
2020年3月2日より吉本興業が新型コロナウイルス感染拡大防止のため、劇場を休館したことで、お笑いコンビ・ニューヨークがパーソナリティを務める、YouTubeのニューヨーク・オフィシャルチャンネル内で放送しているラジオ番組「ニューヨークのニューラジオ」を劇場休館期間中は毎日生配信するようになった。3月5日の「ニューヨークのニューラジオ」のゲストにオズワルドが出演した際にYouTubeチャンネルを開設したばかりでまだ企画を検討しているオズワルドに「ニューラジオ」のパーソナリティを打診したところ「ニューラジオ」のように決まった時間に配信する計画にするか曖昧だったため『オールナイトニッポン0』のような「ニューラジオ0」の枠を作り配信していくことになり、3月11日よりオズワルドYouTubeチャンネル「オズワルドのおずWORLD」にて配信がスタートした。初回配信では事前に収録したものを配信する予定だったが、録音に使用していたスマートフォンが途中で発熱しそのまま電源が落ち、再度電源を入れたところ録音データが消えてしまうアクシデントに見舞われ、急遽生配信をすることになった。
5月25日より、0(ZERO)が外れ正式にニューラジオに昇格した。

## パーソナリティ
- オズワルド（畠中悠、伊藤俊介）

## 企画
主にメールを募集し、トークをする。